# سیمون کاسر
سیمون کاسر (آلمانی: Simon Käser؛ زادهٔ ۵ اوت ۱۹۸۶) بازیگر اهل سوئیس است.
از فیلم‌ها یا مجموعه‌های تلویزیونی که وی در آن‌ها نقش داشته‌است، می‌توان به لوته در باهاوس اشاره نمود.